# Penguin Bloom
Pour plus de détails, voir Fiche technique et Distribution.
Penguin Bloom est un drame australien réalisé par Glendyn Ivin et sorti en 2021, tiré du roman Penguin Bloom écrit par Cameron Bloom et  Bradley Trevor Grieve, basé sur l'histoire réelle de la surfeuse Sam Bloom.

## Synopsis
Lors de vacances en Thaïlande passées avec son mari Cameron et leurs trois enfants, Sam tombe par accident du haut d'un toit-terrasse dont la balustrade cède alors qu'elle s'y appuyait. Inconsciente, elle est amenée d'urgence à l'hôpital et le verdict tombe, elle sera paralysée à vie, ses vertèbres ayant été brisées dans la chute.
Se retrouvant dans un fauteuil roulant du jour au lendemain, celle qui voyageait, s'adonnait au surf, sportive et téméraire, sombre dans le rejet absolu de son état, de son corps qui lui semble être devenu un poids mort insupportable qu'elle pense imposer à sa famille malgré l'amour, la grande bienveillance et l'énergie que déploie Cameron pour la faire émerger. L'année suivante, son fils aîné Noah trouve une jeune pie blessée et décide de la ramener à la maison afin de la soigner. Petit à petit une relation très forte va s'établir entre les membres de la famille et Penguin, nom donné à l'oiseau par Noah. Bien qu'au départ Sam ait du mal à supporter Penguin, la relation qui finit par s'établir va véritablement faire bouger les choses. Sam va se reconnecter à elle-même, à la vie. Une libération émotionnelle qui sauvera l'équilibre même de sa famille avec la force d'un amour exceptionnel.

## Fiche technique
- Titre : Penguin Bloom
- Réalisation : Glendyn Ivin
- Scénario : Harry Cripps et Shaun Grant
- Photographie : Sam Chiplin
- Musique : Marcelo Zarvos (en)
- Montage : Maria Papoutsis
- Société de production : Screen Australia , Create NSW , Endeavor Content , Made Up Stories , Jam Tart Films et Broadtalk
- Sociétés de distribution : Roadshow Films (Australie) et Netflix (reste du monde)
- Producteurs : Emma Cooper,  Steve Hutensky , Jodi Matterson , Bruna Papandrea et Naomi Watts
- Genre : Biopic, drame
- Pays d'origine : Australie
- Durée : 95 minutes
- Dates de sortie :
  - États-Unis : 27 janvier 2021 (Netflix)
  - Australie : 21 janvier 2021
  - France : 27 janvier 2021 (Netflix)

## Distribution
- Naomi Watts (VF : Hélène Bizot) : Sam Bloom
- Andrew Lincoln (VF : Tanguy Goasdoué) : Cameron Bloom
- Griffin Murray-Johnston : Noah Bloom
- Felix Cameron : Rueben Bloom
- Abe Clifford-Barr (VF : Manon Adolphe) : Oli Bloom
- Jacki Weaver (VF : Anne Plumet) : Jan, la mère de Sam
- Rachel House : Gaye
- Leeanna Walsman : Kylie
- Lisa Hensley (VF : Sandrine Moaligou) : Bron